# Antônio Ferreira de Brito
Antônio Ferreira de Brito, primeiro e único barão da Boa Esperança (Três Pontas, 9 de julho de 1831 — Três Pontas, 27 de março de 1903), foi um fazendeiro e político brasileiro. 
Nasceu na Fazenda do Bom Jardim, no oeste do território de Três Pontas, no caminho que liga a cidade ao povoado de Martinho Campo. Após a morte de Antônio José Rabelo e Campos, assumiu o comando político do município, em 1879. Militou na região pelo Partido Conservador, por meio do qual ocupou diversas funções públicas, para além de coronel da Guarda Nacional.

## Nobiliarquia
Agraciado com o título de barão por decreto de 11 de setembro de 1888. O título faz referência à cidade mineira de Boa Esperança; porém, este nobre possuía suas terras todas no território de Três Pontas.

## Genealogia
Filho de Francisco Ferreira de Brito e de Felicidade Jesuína de Adelindes, era neto paterno do Capitão Bento Ferreira e Brito, o fundador de Três Pontas. Casou-se duas vezes: a primeira, com Porcina Xavier de Mesquita e a segunda, com Ambrosina Antônia da Silveira, filha de Antônio Luís de Azevedo, primeiro barão de Pontal. Do primeiro casamento, teve doze filhos.